# آلکسان پطروسیان
آلکسان ماکاری پطروسیان (ارمنی: Ալեքսան Մակարի Պետրոսյան؛ زادهٔ ۵ ژانویهٔ ۱۹۵۶) یک کارآفرین، مهندس سیاستمدار اهل ارمنستان است که از تاریخ ۲۰۱۲ تا تاریخ ۲۰۱۷ سمت نمایندگی دوره پنجم مجلس ملی جمهوری ارمنستان را برعهده داشت.

## زندگی‌نامه
در ۵ ژانویهٔ ۱۹۵۶ در بامباکاشات به دنیا آمد و از دانشگاه ملی علوم کشاورزی ارمنستان فارغ‌التحصیل شد. 